# Боричев (Петриковский район)
Боричев (бел. Барычаў) — деревня в Бабуничском сельсовете Петриковского района Гомельской области Белоруссии.
На востоке граничит с лесом.

## География

### Расположение
В 18 км на север от Петрикова, 10 км от железнодорожной станции Муляровка (на линии Лунинец — Калинковичи), 210 км от Гомеля.

### Гидрография
Кругом мелиоративные каналы.

## Транспортная сеть
Транспортные связи по просёлочной, затем автомобильной дороге Лунинец — Гомель. Планировка состоит из чуть изогнутой улицы, близкой к широтной ориентации. Застройка двусторонняя, неплотная, деревянная, усадебного типа.

## История
По письменным источникам известна с XIX века как селение в Петриковской волости Мозырского уезда Минской губернии. В 1857 году дворянин Некрашевич владел в деревне 175 десятинами земли. Обозначена на карте 1866 года, которая использовалась Западной мелиоративной экспедицией, работавшей в этих местах в 1890-е годы. В 1879 году селение в Петриковском церковном приходе.
В 1930 году организован колхоз. Во время Великой Отечественной войны в мае 1943 года каратели сожгли деревню и убили 5 жителей. В боях около деревни погибли 3 советских солдата (похоронены в братской могиле на восточной окраине). 15 жителей погибли на фронте. Согласно переписи 1959 года в составе совхоза «Заветы Ильича» (центр — деревня Бабуничи). Работали начальная школа, магазин.

## Население

### Численность
- 2004 год — 15 хозяйств, 28 жителей.
- 2020 год — 3 хозяйства, 4 жителя.

### Динамика
- 1897 год — 17 дворов, 116 жителей (согласно переписи).
- 1908 год — 26 дворов, 174 жителя.
- 1925 год — 37 дворов.
- 1940 год — 48 дворов, 186 жителей.
- 1959 год — 120 жителей (согласно переписи).
- 2004 год — 15 хозяйств, 28 жителей.